# Westakkers
Westakkers is een gehucht in de stad Sint-Niklaas in de Belgische provincie Oost-Vlaanderen. De bosrijke plaats ligt in het oosten van de gemeente, tegen de grens met Haasdonk, een deelgemeente van Beveren-Kruibeke-Zwijndrecht. Ten westen ligt het gehucht Hoogeinde op het grondgebied van Haasdonk. Ten zuiden ligt het gehucht Vossekot.

## Geschiedenis
Westakkers behoorde vroeger tot Haasdonk, dat twee kilometer oostwaarts ligt.
Op de Ferrariskaart uit de jaren 1770 is hier een bosgebied Bosmanshoeck Bosch weergegeven, tussen de gehucht Het Vossekot in het westen en Het Hoogheynde (Hoogeinde) in het oosten.
Ook Atlas der Buurtwegen uit 1841 en de Vandermaelenkaart uit het midden van de 19de eeuw tonen een bosgebied met beperkte bebouwing, in het uiterste westen van de gemeente Haasdonk, tegen de gemeentegrens met Nieuwkerken-Waas en Sint-Niklaas. De Vandemaelenkaart toont net ten oorden ook de spoorlijn Antwerpen - Sint-Niklaas die in 1844 werd aangelegd.
In 1950 kwam een bosgebied bij Westakkers in bezit van het Belgische leger. Hier werd een bevoorradingscentrum voor de Landmacht opgericht, Arsenaal Materieel. Een stopplaats Westakkers werd geopend op de spoorlijn Gent-Antwerpen en in 1957 werd het militair domein via een spoorweg verbonden met deze lijn. Bij de fusie van de Belgische gemeenten in 1976 werd Haasdonk een deel van fusiegemeente Beveren, maar Westakkers, Vossekot en Sterreke werden bij Sint-Niklaas gevoegd.
Einde jaren 1970 besloegen de gebouwen een oppervlakte van 7 ha. In de hoogtijdagen werkten er meer dan 1000 mensen, en de voorraden werden van hieruit naar een achttal ondergeschikte opslagplaatsen in het land verdeeld. In 1975 werd het complex getroffen door brand.
In 1991 fuseerde het Arsenaal met het Arsenaal Munitie te Zwijndrecht. In 2003 werd het Steuncentrum Westakkers opgericht, dat geheel door burgerpersoneel werd verzorgd. In 2004 werd de spoorlijn opgebroken en vervangen door een fietspad. Einde 2011 werd de legerplaats opgeheven en verhuisden de militairen naar andere kazernes. De kazerne deed sinds begin september 2015 dienst als opvangcentrum voor vluchtelingen. Sinds 2021 is er bovendien een trainingscentrum voor de politie in is gevestigd. Een deel van het 50 ha metende terrein zal ook voor recreatie worden opengesteld.

## Bezienswaardigheden
- Het Bosmanshoeckbos.

## Verkeer en vervoer
Langs Westakkers loopt de N70 (hier met de straatnaam Grote Baan), de gewestweg van Gent, over Sint-Niklaas, naar Antwerpen.
Ten noorden loopt de spoorlijn Gent-Antwerpen. Na het het verdwijnen van de stopplaats Westakkers in de jaren 1980, is het Station Nieuwkerken-Waas het dichtste treinstation.
Deelgemeenten: Bazel · Beveren · Burcht · Doel · Haasdonk · Kallo · Kieldrecht · Kruibeke · Melsele · Rupelmonde · Verrebroek · Vrasene · Zwijndrecht

Overige dorpen en gehuchten: Beestenhoek · Bloempot · De Bank · Doorn · Es · Gaverland ·  Geslecht · Groot Laar · Halve Maan · Hoogeinde · Hoogstraat · Kalishoek (Doel) · Kalishoek (Melsele) · Kemphoek · Klein Laar · Melseledijk· Mosselbank (Haasdonk) · Mosselbank (Vrasene) · Nieuwe Parochie · Ouden Doel · Oudendijk · Ponjaard · Prosperpolder · Puiput · Rapenberg · Rapenburg · Saftingen · Sint-Antoniushoek · Smoutpot · Stenen Kruis · Tijskenshoek · Vendoorn · Verrebroekse Blikken · Vijfstraten · Vliegenstal · Voshoek · Westakkers · Wilden Haan · Zillebeek · Zwaantje

Belgische gemeenten · Arrondissement Sint-Niklaas · Oost-Vlaanderen · Vlaanderen
Deelgemeenten: Belsele · Nieuwkerken-Waas · Sinaai · Sint-Niklaas

Overige plaatsen en wijken: Baenslandwijk · Clementwijk · Dillaertwijk · Driegaaien · Driekoningenwijk · Drielinden · Duizend Appels · Eindeken · Elisabethwijk · Fabiolawijk · Godschalk · Hertjen · Hoogkameren · Kettermuit · Kletterbos · Krekel · Molenwijk · Ossenhoek · Patotterij · Populierenwijk · Priesteragiewijk · Puivelde · Stationswijk · Ster · Tereken · Valk · Vlijminckshoek · Vossekot · Vosselwijk · Watermolenwijk · Westakkers · Wijnveld · Zwaanaarde

Belgische gemeenten · Arrondissement Sint-Niklaas · Oost-Vlaanderen · Vlaanderen